# Зайцівська волость (Богучарський повіт)
Зайцівська волость — історична адміністративно-територіальна одиниця Богучарського повіту Воронізької губернії з центром у слободі Зайцівка.
Утворена на початку ХХ століття виокремленням із Константиновської волості.
1915 року волосним урядником був Козьма Пилипович Перевозніков, старшиною — Семен Іванович Зайцев, волосним писарем — Семен Олександрович Виноградов.